# Quận Ashland, Wisconsin
Quận Ashland là một quận nằm ở tiểu bang Wisconsin, Hoa Kỳ. Đến thời điểm năm 2000, dân số quận này là 16.866 người. Quận có diện tích 1044 km². Quận lỵ và thành phố lớn nhất của quận là Ashland6. Quận được lập  năm 1860 từ quận La Pointe.